# 亞瑟府的沒落
《亞瑟府的沒落》是一部由愛倫·坡於1839年所著的短篇小說，當時發佈在雜誌Burton's Gentleman's Magazine上。

## 情節簡介
故事以第一人稱講述。故事以法語引用" Son coeur est un luth suspendu; Sitot qu'on le touche il resonne."开始，意思是“他的心是一个暂停的琵琶，只要你触摸它，它就会产生共鸣。”开篇，讲述者到达了他的儿时朋友罗德里克·厄舍的古厦，同时提及了他感觉到古厦有一种忧郁的气息。由于他稍早收到了厄舍来自远方的来信，讲述自己的病情，并希望得到他的帮助，所以他决定探望罗德里克。（按照现代心理学的分析，罗德里克获得的病症是感觉过敏，忧虑症和急性焦虑症。）主人公发现，罗德里克精神疾病不仅是家族性的，而且和他们所住的古厦有关，一直以来深深的影响了整个厄舍家族的命运。而罗德里克的双胞胎姐妹玛德琳患有更严重的病症，并在主人公到达的当天晚上，玛德琳就因僵硬症卧床不起。主人公很喜欢罗德里克的绘画，并且通过和罗德里克一起阅读，听他的即兴吉他曲来鼓舞他。罗德里克唱着The Haunted Palace，告诉主人公他相信他住的古厦是活着的，并且从周围的物体排布可以感觉得到古厦的生命力。
几天后，罗德里克告诉主人公他的姐妹玛德琳已经死去，并要将她在地窖中存放两周再埋到家族墓地里面。主人公帮助罗德里克将棺材抬到地窖里，并提及玛德琳死后脸色玫红。但接着的一周里，主人公和罗德里克都变得更为不安。玛德琳死后的第七或者第八天夜里，一阵风暴来袭，罗德里克来到了在地窖上方的客房，打开窗将景色展示给主人公。尽管没有闪电，天上无星无月，但古厦周围黑色的池塘似乎在黑暗中发出光亮，正如罗德里克画中的景象一般。
主人公开始朗读一本(文中虚构的)小说The Mad Tryst 来使罗德里克平静下来。小说讲述着一位骑士爱塞烈德尝试破门闯入一位隐士的屋子躲雨，但发现一条巨龙守卫者一座金殿。爱塞烈德同时发现墙上挂着一面写着“屠龙者，得此盾”的铜盾。他用重锤杀死了巨龙，而巨龙死时发出哀嚎；他尝试拿走盾，但盾掉在地上发出铮铮的声音。
当主人公读到骑士破门而入的时候，房子里远处似乎传来了木头破裂的声音。当他读到龙垂死发出哀嚎的时候，房子里清晰的传来一声哀嚎。最后，当他读到巨盾落地之时，房子里传来空洞的金属响声。罗德里克变得愈发歇斯底里，终于道出事实：玛德琳并没有死，而是被他活着装进了棺材，这些响声就是他的姐妹发出的。
此时，客房的门被一阵狂风吹开，虚弱的玛德琳站在门口，看着兄弟。过了一会，玛德琳发出一声叹息，倒在了兄弟的脚边，这时，罗德里克也因惊吓过度，倒在姐妹身边死去。主人公逃离了厄舍府。而就在他走出大门不远之时，背后映来的月光引起了他的注意。主人公回头看着厄舍府的古厦渐渐在狂风下断裂成了两半，突然化作一片废墟，沉入了池塘里，直到一切重归平静。

## 主要角色
羅德里克·厄舍
厄舍府的主人，也是府中最後生存的子嗣之一。與瑪德琳小姐是雙胞胎，也是第一人稱敘述者（以下稱為友人）童年時期的朋友。
厄舍患有遺傳性的精神疾病，以致於他的外觀產生了病態的變化。他的皮膚蒼白的像死屍一般，一對眼睛亮的不可思議，前去探望他的友人甚至無法將他的表情和正常人連結在一起。此外，因為厄舍獨特的精神特質以及他所罹患的疾病，造成他的動作不連貫也不協調，時而生氣勃勃，時而萎靡不振，聲音亦是如此。另外一個讓厄舍備受折磨的病徵，是一種病態的敏銳感。他的五官對身邊的事物極其敏感，稍微一點感官的刺激都能使他難受。而這樣的病況造成他生理和心理上的脆弱，讓他身陷恐懼之中，時刻擔心著自己的死亡。此外，姐妹瑪德琳小姐的重病更是讓厄舍絕望、痛苦。
厄舍和瑪德琳小姐作為雙胞胎，兩人之間存在著超越感官的聯繫，就像同一個個體。評論家認為如果不是因為亂倫，就只能是超自然的原因。在瑪德琳小姐死後幾天，厄舍在友人的陪同下，將瑪德琳小姐的屍體放入地窖。之後，透過讀書、繪畫、演奏樂器度過悲苦的日子。但從某天開始，厄舍開始有些癲狂的行為，總是漫無目的的走、聲音顫抖著，做一些不尋常的行為，似是隱藏著什麼秘密。一晚，因為再也隱藏不住的真相，以及厄舍瀕臨崩潰的神經，他發瘋似的到友人房中坦白一切駭人的事實。最終，他被自己的姐妹活生生嚇死，成為了自己曾經預言的一具屍體。就像姐妹一樣，厄舍的命運也和宅邸緊密相關。他以一種和厄舍府崩潰、坍塌相似的方式迎來死亡，一同歸於塵土。
敘述者
在〈亞瑟府的沒落〉中，羅德里克·厄舍請不知名的敘述者拜訪厄舍府。敘述者是羅德里克·厄舍「最好且唯一的朋友」，因此羅德里克·厄舍告訴敘述者自己的疾病，並請他來訪。他被羅德里克對陪伴的急切渴求說服了。儘管敘述者充滿同情心又願意幫忙，他還是持續地被當成局外人。從敘述者的角度來看，具有警告意味的故事開始。因為這兩名男子並不相互熟識，而且羅德里克深信他正在逼近的死亡，敘述者也以羅德里克的觀眾的身分出現。他目睹厄舍府的恐怖和揮之不去的事物後，漸漸被捲入羅德里克的信念。
敘述者從他的到來注意到厄舍家族的孤立主義者傾向，以及瑪德琳和羅德里克之間隱密又特殊的連結。在整個故事中，瑪德琳的精神狀態不穩定，她忽略敘述者的出現。在羅德里克宣布瑪德琳的死訊後，儘管敘述者注意到她臉上的紅暈，他還是幫忙羅德里克把他姐妹放在地窖中。
在一個無眠的夜晚，敘述者朗讀給羅德里克·厄舍聽，同時整間府邸都聽得到奇怪的聲響。敘述者目睹瑪德琳再度現身，以及隨之而來的雙胞胎之死，也就是瑪德琳和羅德里克雙亡。敘述者是唯一一個逃出厄舍府的人，他看到府邸崩毀，沉入山中湖泊。
瑪德琳·厄舍
瑪德琳·厄舍是羅德里克·厄舍的孿生姐妹和分身。她患有致命疾病和僵住症。她出現在敘述者面前，但是從未意識到他的存在。瑪德琳回到自己的臥房，羅德里克宣稱她死亡的地方。儘管瑪德琳臉色發紅，她還是被埋葬了。在故事的結尾，瑪德琳逃出她的墳墓然後回到羅德里克面前，只為了把他嚇死。
根據愛倫坡在文學中的偵探方法學，瑪德琳·厄舍可能是超自然和形而上學世界物質化的化身。她有限的形體也被解釋為羅德里克的折磨和恐懼的化身。直到瑪德琳透過她兄弟的恐懼被召喚，她才出現。就像在引言中摘錄的法國詩人Pierre-Jean de Béranger 的詩句所預示的Son cœur est un luth suspendu; / Sitôt qu'on le touche il résonne，意即「他的心是繃緊的魯特琴，只要觸碰它，就會產生迴響」。

## 分析
“亞瑟府的沒落” 被認為是愛倫波個人思想的“ 整體性 ”，被完全呈現的最佳作品，當中每一個元素和細節全是與愛倫波的思想核心極為相關。作品中的被稱為厄舍府的房子，當中寬大的建築構造象徵著人體，而最後的崩塌和分裂，其實是象徵著對人類身體的破壞。
愛倫波在他的作品“亞瑟府的沒落”中，呈現了如何創造情感基調的能力，特別是在於恐懼，厄運和內疚的感覺塑造。而這些情緒都被集中在羅德里克·厄舍身上，他和許多愛倫坡作創作的人物一樣，患有一種無名的疾病。就像“ 告密的心”中的敘述者一樣，疾病激發了他那過度活躍的感官。因此這種疾病會反映在人的身體上，但這是基於羅德里克·厄舍的精神狀態，甚至是道德層面上。羅德里克·厄舍他的病了，有人認為，是因為他的家族世代流傳下來的遺傳病，所以才導致他受到疾病的困擾，但這其實是一種憂鬱症。同樣的，羅德里克·厄舍活埋他的姐妹，是因為他自我否定了活埋的事實，而是先入為主的認為他的姐妹，的確是因為疾病而去世。
厄舍府本身是作為實際的房屋結構，以及家庭這種概念性的雙重存在，這在故事中起了很重要作用。它是敘述者向讀者介紹的第一個「字詞」，並被賦予了人性化的描述：它的窗口兩次被描述如「eye-like」在第一段。在它的中間出現裂痕是象徵性的厄舍府家庭和房子的「死亡」，同時也帶著羅德里克兩人一起走向死亡。這也就與羅德里克的詩連接起了，「似乎那在被陰沉感所環繞的房子直接預示了這死亡的命運」。
這個故事所要明確表達的是，心理層面上的探討，許多評論家將其分析為，對人類心理描述的比較；例如，屋子的崩塌和中間的裂縫都代表著「人格分裂」，同時精神錯亂也引導出憂鬱、可能的亂倫和勾引等題材。羅德里克和瑪德琳之間的亂倫關係雖然從未被明確地點出，但似乎以奇怪的方式暗示了二人之間的關係。
“鴉片”，愛倫·坡在他的散文和詩中多次提及到該物，在故事中也被提及兩次。作者把鴉片上癮者的斷癮症狀造成的憔悴，比較成為淒涼風景下被陰沉感所環繞的厄舍府；同時作者還把羅德里克·厄舍的外表描述為“無可救藥的鴉片使用者”。
典故和參考
開場題詞引用了法國詞曲作者皮埃爾-讓·德·貝朗瑞的 “Le Refus”（1831年），翻譯成英文是“他的心臟是一個懸浮的樂器，一旦被觸動，它就會響起”。Béranger的原始文字是“ Moncœur ”（我的心），而不是“ Soncœur ”（他/她的心）。
作者將厄舍府當中的音樂作品描述為“對馮·韋伯最後一支華爾茲瘋狂神態的歪曲和放大”。那是在愛倫·坡那個時代流行的一首鋼琴作品 - 雖然這首標題為“Weber's Last Waltz”的鋼琴作品實際上是由Carl Gottlieb Reissiger創作的。但是在1826年他去世時，韋伯在文件中發現了一這份手稿的音樂副本，因此這部作品被誤解為是由韋伯所創作。
厄舍府當中的人物形象會令人想起了瑞士出生的英國畫家約翰·亨利希·菲斯利畫作中的人物。

## 出版歷史
〈亞瑟府的沒落〉首先於1839年9月發行在波士頓《紳士雜誌》（Burton's Gentleman's Magazine）。接著愛倫坡把1839年4月已先獨立發表在Baltimore Museum Magazine的詩〈鬼魅宮殿〉（The Haunted Palace）納入〈厄舍府的倒塌〉一文中，並將這個略微修正的版本收錄在1840年的《驚悚故事集》（Tales of the Grotesque and Arabesque）。1928年，Éditions Narcisse出版了300本由Alastair負責繪圖的限量版本。

## 文學重要性與批評
〈亞瑟府的沒落〉與〈告密的心〉（The Tell-Tale Heart）、〈黑貓〉（The Black Cat）和〈一桶蒙特亞多〉（The Cask of Amontillado）同被列為愛倫坡最著名的短篇小說。
高度驚悚駭人的特色使〈亞瑟府的沒落〉成為美國哥特文學的名著。如同愛倫坡其他作品，本作參照了許多哥特文學的傳統。 儘管如此，G. R. Thomson在《愛倫坡的傑出短篇作品》（Great Short Works of Edgar Allan Poe）導論中寫道：「這篇故事長久以來被譽為哥特恐怖（Gothic horror）小說的名著，然而它同時也是戲劇性反諷（dramatic irony）和結構象徵主義（structural symbolism）的名著。」
John McAleer則提到，Herman Melville於1851年出版的《白鯨記》中，船長Ahab性格缺陷在外表上的具象化，啟發自〈亞瑟府的沒落〉中Allan Poe使用的聯想手法。 這種手法稱為evoctive force，意指使用意象帶給讀者強烈感受及聯想 。 Ahab蒼白的傷疤，以及Usher宅邸的裂痕，表明兩者都外表堅強牢固卻帶著顯而易見的缺陷。
〈亞瑟府的沒落〉也被批評太公式化。如同在〈莫蕾拉〉（Morella）和〈麗姬亞〉（Ligeia）等作品中的一貫風格，愛倫坡重複在一成不變的場景與情境中使用定型角色（stock characters）。此外，重複的主題如無法辨識的疾病、精神失常、死後復甦，也同樣遭受批評。Washington Irving在1839年11月6日寫給愛倫坡的信件中提到，愛倫坡在人物上用了太多的形容與描述，使之過於華麗，而忽略了他故事原本的力道。他認為即使拿掉這些形容也不影響故事生動的描繪。